# Dżamil al-Midfa’i
Dżamil al-Midfa’i (arab. ‏جميل المدفعي‎; ur. 1890 w Mosulu, zm. 1958) – iracki wojskowy i polityk, pięciokrotny premier Iraku.

## Życiorys
Uzyskał wykształcenie wojskowe w Turcji osmańskiej, był oficerem artylerii. Walczył w I wojnie światowej, lecz zdezerterował z armii tureckiej, by wziąć udział w buncie niepodległościowym Arabów. Był jednym ze współpracowników emira Fajsala, przez kilka miesięcy króla Wielkiej Syrii. W 1920 przybył do Iraku, lecz po krótkim czasie musiał opuścić kraj z powodu zdecydowanie antybrytyjskich i narodowych poglądów i działalności. Wrócił do Iraku w 1923. Siedem lat później został ministrem spraw wewnętrznych w pierwszym rządzie Nuriego as-Sa’ida i pozostawał na tym stanowisku od marca do października 1930.
9 listopada 1933 został po raz pierwszy premierem Iraku. Jego inicjatywą była ustawa o obronie narodowej, która umożliwiła podniesienie liczebności armii. Dobrze przyjęta przez sunnicką elitę władzy, wzbudziła niechęć u Kurdów i szyitów. W lutym roku następnego rząd został rekonstruowany; w nowym gabinecie premier był równocześnie ministrem spraw wewnętrznych. W sierpniu 1934 premier zgodził się na przedterminowe rozwiązanie parlamentu, które zasugerował królowi Fajsalowi I Ali Dżaudat al-Ajjubi i 25 sierpnia ustąpił ze stanowiska. Dżaudat sam został nowym premierem (al-Midfa’i stanął na czele ministerstwa obrony), jednak w obliczu konfliktu z częścią szajchów plemiennych oraz z szyitami ustąpił i na czele rządu stanął ponownie al-Midfa’i. Również on nie poradził sobie z buntem plemiennym w prowincji ad-Diwanijja. Kiedy szef sztabu armii irackiej Taha al-Haszimi odmówił mu siłowego stłumienia powstania, premier doszedł do przekonania, że nie jest w stanie sprawować władzy, gdyż padł ofiarą intrygi Jasina al-Haszimiego, który sam pragnął stanąć na czele rządu. Gdy al-Midfa’i złożył rezygnację, na urzędzie faktycznie zastąpił go al-Haszimi.
Po raz trzeci al-Midfa’i został premierem Iraku w 1937, po śmierci Bakra Sidkiego i dymisji Hikmata Sulajmana. Faktycznie jednak krajem rządzili oficerowie: Salah ad-Din as-Sabbagh, Mahmud Salman, Kamil Szabib, Fahmi Sa’idAbd al-Aziz al-Jamulki, Husajn Fauzi, Amin al-Umari (czterej pierwsi tworzyli najbardziej wpływowy tzw. złoty czworobok). Al-Midfa’i usiłował zapewnić sobie ich trwałe poparcie, nadając im wyższe stanowiska w armii, jednak nie pozyskał ich zaufania i w grudniu 1938 został zmuszony do złożenia dymisji. Na żądanie oficerów król Ghazi ponownie mianował premierem Nuriego as-Sa’ida.
Jako zdecydowany monarchista al-Midfa’i musiał emigrować z Iraku po zamachu stanu Raszida al-Kilaniego w 1941. Wrócił do kraju po interwencji brytyjskiej, która obaliła rząd wojskowych. W czerwcu 1941 stanął na czele pierwszego rządu po tym wydarzeniu i rozpoczął czystki wymierzone w zwolenników al-Kilaniego. Po kilku miesiącach uznał się jednak za niezdolnego do skutecznego rządzenia i w październiku zrezygnował na rzecz Nuriego as-Sa’ida.
Po raz ostatni został premierem Iraku w styczniu 1953. Faktycznie jednak prace jego gabinetu kontrolował Nuri as-Sa’id, minister obrony. Rozczarowany taką sytuacją i ciężko chory al-Midfa’i w sierpniu tego samego roku podał się do dymisji. Sześć lat później zmarł na raka płuc.